# Правдино (Красносельское сельское поселение)
Правдино (до 1948 — Муолаа, фин. Muolaa) — посёлок в Красносельском сельском поселении Выборгского района Ленинградской области.

## Название
Название «Муолаа» имеет, предположительно, шведское происхождение. 
Согласно постановлению общего собрания граждан зимой 1948 года деревня Киркко Муолаа получила наименование Никитино. В обосновании было указано: «в честь погибшего воина Советской Армии Никитина» (красноармеец-сапер Николай Никитич Никитин погиб в декабре 1939 года при подрыве здания церкви Муолаа). Через некоторое время решение было изменено и деревне присвоили название Правдино, «в честь погибшего воина Правдина».

## История
- Село Муолаа на финской карте 1923 года

До 1939 года село Муолаа входило в состав одноимённой волости Выборгской губернии Финляндской республики.
С 1 января 1940 года по 30 сентября 1948 года — в составе Алакусского сельсовета Раутовского района. 
С 1 июля 1941 года по 31 мая 1944 года — финская оккупация. 
С 1 октября 1948 года — в составе Климовского сельсовета Сосновского района.
С 1 января 1949 года учитывается административными данными как деревня Правдино.
В 1958 году население посёлка составляло 168 человек.
С 1 декабря 1960 года — в составе Красносельского сельсовета.
С 1 февраля 1963 года — в составе Правдинского сельсовета Рощинского района.
С 1 января 1965 года — в составе Выборгского района.
Согласно данным 1966 года посёлок Правдино входил в состав Правдинского сельсовета, административным центром которого являлась деревня Красносельское.
Согласно данным 1973 и 1990 годов посёлок Правдино входил в состав Красносельского сельсовета.
В 1997 году в посёлке Правдино Красносельской волости проживали 114 человек, в 2002 году — 64 человека (русские — 94 %).
В 2007 году в посёлке Правдино Красносельского СП проживал 81 человек, в 2010 году — 54 человека.

## География
Посёлок расположен в восточной части района на автодороге 41К-208 (Красносельское — Правдино) в месте примыкания к ней автодороги 41К-452 (Климово — Правдино).
Расстояние до административного центра поселения — 6 км. 
Расстояние до ближайшей железнодорожной станции Кирилловское — 30 км. 
Посёлок находится на западном берегу Правдинского озера.

## Демография
| 2007 | 2010 | 2017 | 2021 |
| ---- | ---- | ---- | ---- |
| 81   | ↗128 | ↘63  | ↗141 |

## Фото
- Лютеранская церковь в Муолаа, разрушенная во время Второй мировой войны

## Известные уроженцы
- Тойво Томмола (1905—1986) — советский военачальник финского происхождения, генерал-майор (1943)
- Тамара Храмова (1926—2003) — финская певица
- Унто Мононен (1930—1968) — финский поэт и композитор

## Улицы
Дачная, Лесная, Луговая, Озёрная, Славы, Центральная.

## Садоводства
Правдинское озеро